# 勝野森之助
勝野 森之助（かつの もりのすけ、生年不詳 - 文久3年（1863年））は、幕末の志士。勝野豊作正道の子、母はチカ。諱は正倫。
父とともに旗本阿部政成の家臣。父の尊攘活動を助け、水戸密勅事件にも関与した。そのため安政5年（1858年）安政の大獄が起こると父は水戸へ逃れるが、森之助をはじめ母のチカ、弟の保三郎、姉妹のユウらとともに江戸で捕縛される。四人は父の潜伏先を尋問されるも遂に口を割る事はなかった。安政6年（1859年）父は没するが、家族は押込刑、自身も三宅島に遠島刑となった。文久3年（1863年）赦免されて江戸に帰るが、程なくして亡くなった。